# Bernabé Sanchís Sanz
Bernabé Sanchís Sanz (Alacúas (Valencia), januari 1943) is een Spaans componist, muziekpedagoog, dirigent, trompettist en flugelhornist.

## Levensloop
Sanchís Sanz kreeg zijn eerste muzieklessen bij de dirigent Medina a la sazón van de plaatselijke banda. Hij studeerde aan het Conservatorio Superior de Música "Joaquin Rodrigo" in Valencia bij onder andere R. Correl, José María Cervera Collado, Manuel Palau Boix, Leopoldo Magenta, María Teresa Oller en José Climent Barber. Hij kreeg een studiebeurs van de Fondation Santiago Lope. Sanchís Sanz behaalde 1e prijzen voor trompet, flugelhorn, harmonieleer, contrapunt, fuga en compositie. 
In 1965 werd hij flugelhornist in de Banda Municipal de Palma de Mallorca en navolgend tweede dirigent en later dirigent van deze banda. Hij was dirigent van de Banda de Música de Alacúas, La Banda Sinfónica Unión Musical de Aldaia, Banda de Música de Enguera, Sociedad Musical de su pueblo natal “La Lírica” Silla (Valencia), Banda Simfònica de la Societat Musical d’Alzira en de Banda de Música de Pollença. Als gast-dirigent was hij werkzaam bij de Banda Municipal de Madrid, Banda Municipal de Barcelona, Banda Municipal de Sevilla, La Banda Sinfónica del Centro Instructivo Musical "La Armónica" de Buñol en de Banda Municipal de Huelva. Vanaf 1979 was hij dirigent van de Banda Municipal de Vitoria-Gazteiz en van 1981 tot 2008 dirigent van de Banda Sinfónica Municipal de Alicante van 1981 tot 2008. Met dit orkest verzorgde hij jaarlijks rond 90 concerten. 
Hij is lid van de muziekcommissie van de Provincie Valencia en is ook bezig als jurylid op provinciale, nationale en internationale concoursen. Verder is hij lid van de Asociación de Compositores de la Comunidad Valenciana en de Sociedad General de Autores y Editores de España.
In 1986 kreeg hij een stipendium van de stad Alicante om in Siena, samen met Franco Ferrara en dirigenten-cursus te geven. In hetzelfde jaar won hij ook een compositieprijs Fogueres de San Juan, van de stad Alicante. In 1996 won hij en compositie-wedstrijd voor de Marchas Moras de música festera "Sant Jordi" in Alcoy (Spanje).

## Composities

### Werken voor Banda (harmonieorkest)
- 1984 Homenaje a Oscar Esplà - (won de 1e prijs bij het concours Fogueres de Sant Joan)
- 1985 Estíbaliz Sanchis
- 1994 El Cristo “Morenet”, Marcha de Procesión
- 1995 Alacant Sempre, marcha
- 1996 Omar: El Califa, marcha mora (won de prijs van de Asociación de San Jorge, Alcoy (Spanje) bij het Festival de Música Festera)
- 1999 Alma Hispana, paso-doble
- 2000 Sinfonía "Mar de Almendros" (samen met: Vicente Sanchís Sanz) (verplicht werk in de "Seción Primera" tijdens het Certamen International de Bandas de Música - Ciudad de Valencia in 2002)
- 2001 Mora de Rubielos, jota
- 2002 Vicente Sol, paso-doble
- 2003 Vanesa Sánchez, paso-doble
- 2004 Margarita, paso-doble (de Hogueras)
- 2006 Segaria
- 2006 Maite Pérez Marco, paso-doble
- Foguera San Blas Alto (Himno), voor samenzang en harmonieorkest - tekst: Jaime Escribano Moreno
- Himno a la Virgen del Remedio, voor samenzang/gemengd koor en harmonieorkest
- Himno al santísimo Christo del Mar, voor samenzang en harmonieorkest
- Novo Alacant, paso doble
- Ontinyent, paso-doble
- San Blas Alto, paso-doble